# Wushanomys hypsodontus
Wushanomys hypsodontus is een fossiel knaagdier uit het geslacht Wushanomys dat in het Pleistoceen (2,0 tot 1,8 miljoen jaar geleden) voorkwam in Sichuan. Van dit dier zijn drieëntwintig losse kiezen bekend. Deze soort is groter en meer hypsodont dan de andere soort van het geslacht, W. brachyodus. Op de eerste bovenkies zijn de knobbels t1 en t4 verder naar achteren geplaatst, is t3 meer gereduceerd en zijn t1bis en een knobbel achter t6 duidelijker. Het posterolaterale cingulum en de anterolabiale knobbel op de tweede en derde bovenkiezen zijn minder ontwikkeld. De eerste bovenkies is 4.55 tot 5.28 bij 2.50 tot 2.97 millimeter. De eerste onderkies is 3.70 tot 4.23 bij 2.00 tot 2.30 millimeter, de tweede 3.16 tot 3.60 bij 2.13 tot 2.60 millimeter en de derde 2.30 tot 2.77 bij 1.73 tot 2.00 millimeter.
Wushanomys brachyodus · Wushanomys hypsodontus · Wushanomys ultimus